# Хронологија Народноослободилачке борбе 1943.
| ◄ 1930—1939.                                                              |              |
| 1940. 1941 / 1941. 1942. 1943. 1944. 1945 / 1945. 1946. 1947. 1948. 1949. | 1950—1959. ► |

Хронолошки преглед важнијих догађаја Народноослободилачке борбе народа Југославије, који су се десили током 1943. године.
| Јануар Фебруар Март Април Мај Јун Јул Август Септембар Октобар Новембар Децембар |

## Фебруар

#### 15. фебруар
- Напад НОВЈ на Прозор фебруара 1943.

#### 19. фебруар
- Почела Битка за Коњиц фебруара 1943. која је трајала до 26. фебруара.

## Март

#### 14/15. март
- У близини села Чичева, код Коњица, јединице Друге пролетерске дивизије, у садејству са Првом пролетерском и Десетом херцеговачком бригадом, разбиле центар четничке одбране, а сутрадан, после упорних борби продрле и заузеле Главатичево. Четници су се идуће ноћи повукли на линију Крстач-Девојачки кук-Тјеме-Рат камен-Бахатијевица. У овим борбама погинуло је 20, рањено 30 и заробљено 7 четника, док су јединице НОВЈ имале 9 рањених и четворо мртвих бораца. Међу погинулима је био и заменик командира Треће чете у Трећем крагујевачком батаљону Прве пролетерске бригаде Драгољуб Божовић Жућа (1922—1943), народни херој.

## Април

#### 16. април
- Битка код Шушњара

## Јун

#### 8. јун
- У близини Вучева, код Фоче, као тешки рањеник умро Марко Ећимовић (1909—1943), командант Трећег батаљона Шесте источнобосанске ударне бригаде. Преминуо је од последица рањавања у борби са Немцима, 24. маја код Челебића.

#### 9. јун
- Прилком немачког бомбардовања партизанских положаја на планини Озрену, рањен Врховни командант НОВ и ПОЈ Јосип Броз Тито. Том приликом, од исте бомбе погинули су — капетан Бил Стјуарт, члан Британске војне мисије при НОВЈ; Ђуро Вујовић Шпанац, пратилац Врховног команданта; Василије Ђуровић Вако, командант Четврте пролетерске црногорске ударне бригаде.

| Јануар Фебруар Март Април Мај Јун Јул Август Септембар Октобар Новембар Децембар |

## Јул

#### 19. јул
- Заседа код Лепенице 1943.

## Август

#### 15. август
- Врховни штаб НОВ и ПОЈ донео „Указ о одликовањима у НОВЈ“, којим су успостављена прва одликовања - Орден народног хероја, Орден партизанске звезде (у три реда), Орден народног ослобођења, Орден братства и јединства, Орден за храброст и Медаља за храброст. Истим указом решено је да сви дотадашњи носиоци звања народног хероја (укупно 22 лица) добију Орден народног хероја.

## Септембар

#### 28. септембар
- У близини села Јабука, код Пљеваља, у борби против четничке заседе, погинуо Бошко Буха (1926—1943), борац-бомбаш Четвртог батаљона Друге пролетерске ударне бригаде и народни херој.

| Јануар Фебруар Март Април Мај Јун Јул Август Септембар Октобар Новембар Децембар |

## Октобар

#### 1—3. октобар
- У Кочевју одржан тродневни збор делегата словеначког народа тзв. „Кочевски збор“. Збору су присуствовала 572 делегата, изабрана на изборима, одржаним у времену од 20. до 25. септембра, као и делегација Словенског антифашистичког савеза, Савеза словеначке омладине и других масовних организација Народноослободилачког покрета, из неослобођених крајева Словеније. збор је допринео још јачој консолидацији Ослободилачког фронта Словеније (словен. Osvobodilna fronta) као општенародне политичке организације.

#### 1—5. октобар
- Јединице Шеснаесте војвођанске и Седамнаесте источнобосанске дивизије|Седамнаесте источнобосанске дивизије, Друге крајишке бригаде, Мајевичког и Озренског партизанског одреда ослободиле су Тузлу, најјачи и најважнији непријатељски центар у источној Босни. У овој борби заробљено је око 2.200 непријатељских војника и официра, међу којима и један генерал, а убијено је 635. Заплењена је знатна количина оружја и друге војне опреме.

#### 2. октобар
- У Барију, у Италији, основана је база НОВЈ, која је имала задатак да организује снабдевање јединица НОВ и ПОЈ оружјем, санитетским материјалом и другом војном опремом.

#### 4. октобар
- Формирани су Први пролетерски и Други ударни корпус. У састав Првог корпуса ушле су Прва пролетерска и Шеста личка дивизија, а у састав Другог корпуса Друга пролетерска, Трећа ударна и Пета крајишка дивизија.

#### 5. октобар
- У Београду агенти Специјалне полиције, дојавом бившег сарадника НОП-а Лазара Дожића, у току ноћи 4/5. октобар упали у кућу Мирољуба и Оливере Парезановић, у Ластиној улици број 9, где се налазило илегално партијско склониште. У склоништу се тада налазила Вера Милетић, привремена секретарка МК КПЈ за Београд, која је ухапшена. Агенти су потом у кући поставили заседу, у којој су у току дана успели да ухапсе Василија Буху, члана ПК КПЈ за Србију. У заседу је упао и Светислав Каначки, руководилац технике ПК КПЈ за Србију, али је он, пошто је био наоружан, агентима пружио отпор и успео да побегне. Након хапшења Вере Милетић и Василија Бухе и њиховог лошег држања пред иследницима, уследила је велика полицијска провала у партијску организацију Београда, у којој је ухапшен велики број чланова и симпатизера КПЈ и НОП, међу којима су били - Јанко Јанковић, Цветко Црњак, сестре Букумировић и др.

#### 10/11. октобар
- Јединице Прве пролетерске дивизије ослободиле су Зеницу. Напад је изведен у намери да се задрже немачке снаге, које су вршиле офанзиву против јединица Трећег босанског корпуса.

#### 12. октобар
- Јединице Треће санџачке и Друге пролетерске бригаде ослободиле су Нову Варош.
- Јединице Друге далматинске бригаде ослободиле су Андријевицу.

#### 12—15. октобар
- У селу Плашком, у Лици, одржано је Друго заседање ЗАВНО Хрватске, на коме је донесена одлука о изградњи Југославије на начелу федерације у којој би Хрватска била једна од равноправних федералних јединица.

#### 14. октобар
- Формирана је Прва ваздухопловна база при Врховном штабу НОВ и ПОЈ.

#### 15. октобар
- Одлуком Врховног штаба НОВ и ПОЈ, а на предлог Штаба Петог босанског ударног корпуса, Марија Бурсаћ проглашена за прву жену народног хероја.

#### 18. октобар
- Прва јужноморавска бригада извршила је напад на јаке недићевско-бугарске снаге, у селу Космачи, код Куршумлије. Бригада је успела да потпуно разбије непријатељске снаге и гонила их до саме Куршумлије. У току борбе је убијен већи број непријатељских војника и официра, међу којима и командант бугарских снага - потпуковник Никола Данев и заплењена већа количина војне опреме.

#### 20. октобар
- У борби Првог батаљона Зајечарско-тимочког партизанског одреда са деловима Књажевачког четничког корпуса, који су га изненада напали, између села Заграђа и Боровца, погинуо секретар Окружног комитета КПЈ за Зајечар Миодраг Мија Станимировић, народни херој.

#### 21. октобар
- Отпочела велика немачка офанзива против јединица НОВ и ПОЈ у Долењској. Циљ офанзиве је био - уништење словеначких партизанских јединица, а у офанзиви је учествовало пет немачких дивизија. Офанзива је трајала до половине новембра и Немци су успели да заузму Ново Место и још пар села у околини Љубљани.

#### 22. октобар
- У борби са бугарским снагама, код Врањске Бање, погинуо Пера Ивановић Мачкатовац командир Прве омладинске чете Другог јужноморавског партизанског одреда и народни херој.

#### 25. октобар
- Отпочела је акција немачких снага против групе партизанских јединица у западној Македонији - рејону Дебра, Кичева, Гостивара и Тетова.

#### 26. октобар
- У околини села Бучје, југоисточно од Дарувара, формирана је Прва чехословачка бригада „Јан Жишка“
- На Вису формиран Штаб Морнарице НОВЈ.

| Јануар Фебруар Март Април Мај Јун Јул Август Септембар Октобар Новембар Децембар |

## Новембар

#### 5. новембар
- У Јацу основана Телеграфска Агенција Нове Југославије (ТАНЈУГ), са циљем информисања о борби НОВЈ. За првог директора ТАНЈУГ-а, тада је изабран Владислав Рибникар.

#### 6. новембар
- Напад НОВЈ на Вировитицу новембра 1943.

#### 11. новембар
- у селу Сливову, код Охрида формирана Прва македонско-косовска бригада.

#### 15. новембар
- У Колашину, у присуству 544 делегата, одржано Прво заседање ЗАВНО Црне Горе и Боке, који је конституисан највиши орган власти народа Црне Горе и Боке.

#### 20. новембра
- У Пљевљима, у присуству 252 делегата, одржано Прво заседање ЗАВНО Санџака, на коме је ЗАВНОС конституисан као највиши покрајински орган народне власти.

#### 23. новембар
- Почео Напад НОВЈ на Глину новембра 1943. и трајао до 25. новембра.

#### 25. новембар
- У Мркоњић-Граду, у присуству 247 делегата отпочео рад оснивачке скупштине ЗАВНОБиХ-а, који је конституисан као највише представништво народа БиХ. На заседању су изабрани Веће и Президијум ЗАВНОБиХ-а, као и делегати за друго заседање АВНОЈ-а.
- У Колашину, у присуству 800 делегата, отпочео Први конгрес антифашистичке омладине Црне Горе и Боке на којем је основан УСАО Црне Горе.

#### 27. новембар
- На партизанском аеродрому на Гламочком пољу погинуо Иво Лола Рибар, секретар ЦК СКОЈ-а, члан ЦК КПЈ и Врховног штаба НОВЈ, народни херој.

#### 29. новембар
- У Јајцу, у присуству 142 делегата, отпочело Друго заседање АВНОЈ-а. На заседању је донесена Декларација ком је Антифашистичко веће народног ослобођења Југославије (АВНОЈ) конституисано у врховно законодавно и извршно представничко тело Нове Југославије; донета одлука о конституисању Националног комитета ослобођења Југославије (НКОЈ); затражено да се избегличкој влади у Лондону одузму сва права законите владе и забрани повратак у земљу краљу Петру II; у НОВЈ уведен чин маршала и додељен Врховном команданту НОВ и ПОЈ Јосипу Брозу Титу и др.

## Децембар
- Списак диверзантских напада НОВЈ децембра 1943.

#### 7—20. децембар
- Операција Пантер

| Јануар Фебруар Март Април Мај Јун Јул Август Септембар Октобар Новембар Децембар |